# Qualificazioni al campionato europeo femminile di pallavolo 2021
Le qualificazioni al campionato europeo femminile di pallavolo 2021 si sono svolte dal 6 al 16 maggio 2021: al torneo hanno partecipato ventitré squadre nazionali europee e dodici si sono qualificate al campionato europeo 2021.

## Regolamento

### Formula
Le squadre hanno disputato una fase a gironi con formula del girone all'italiana, con gare di andata e ritorno: le prime due classificate di ogni girone si sono qualificate per il campionato europeo 2021.

### Criteri di classifica
Se il risultato finale è stato di 3-0 o 3-1 sono stati assegnati 3 punti alla squadra vincente e 0 a quella sconfitta, se il risultato finale è stato di 3-2 sono stati assegnati 2 punti alla squadra vincente e 1 a quella sconfitta.
L'ordine del posizionamento in classifica è stato definito in base a:
- Numero di partite vinte;
- Punti;
- Ratio dei set vinti/persi;
- Ratio dei punti realizzati/subiti;
- Risultati degli scontri diretti.

## Squadre partecipanti
| - Austria - Bielorussia - Bosnia ed Erzegovina - Danimarca - Estonia - Finlandia - Francia - Georgia | - Grecia - Israele - Kosovo - Lettonia - Montenegro - Norvegia - Rep. Ceca - Portogallo | - Slovacchia - Slovenia - Spagna - Svezia - Svizzera - Ucraina - Ungheria |

## Torneo
| Girone A    | Girone B   | Girone C | Girone D   | Girone E  |
| ----------- | ---------- | -------- | ---------- | --------- |
| Bielorussia | Georgia    | Austria  | Finlandia  | Danimarca |
| Estonia     | Portogallo | Grecia   | Kosovo     | Francia   |
| Svizzera    | Svezia     | Norvegia | Montenegro | Israele   |
| -           | Ucraina    | Spagna   | Slovacchia | Ungheria  |

| Girone F             |
| -------------------- |
| Bosnia ed Erzegovina |
| Lettonia             |
| Rep. Ceca            |
| Slovenia             |

### Girone A

#### Risultati
| 10 maggio 2021 Čyžoŭka-Arena, Minsk Durata: 1h:16 - Spettatori: 150 | Bielorussia | 3 - 0 | Estonia     | 25-23, 25-20, 25-18               |
| 11 maggio 2021 Čyžoŭka-Arena, Minsk Durata: 1h:59 - Spettatori: 50  | Estonia     | 2 - 3 | Svizzera    | 25-18, 19-25, 15-25, 25-23, 14-16 |
| 12 maggio 2021 Čyžoŭka-Arena, Minsk Durata: 1h:34 - Spettatori: 200 | Svizzera    | 1 - 3 | Bielorussia | 22-25, 16-25, 25-18, 20-25        |
| 13 maggio 2021 Čyžoŭka-Arena, Minsk Durata: 1h:19 - Spettatori: 80  | Estonia     | 0 - 3 | Bielorussia | 22-25, 27-29, 16-25               |
| 14 maggio 2021 Čyžoŭka-Arena, Minsk Durata: 1h:36 - Spettatori: 40  | Svizzera    | 3 - 1 | Estonia     | 25-15, 23-25, 25-17, 25-22        |
| 15 maggio 2021 Čyžoŭka-Arena, Minsk Durata: 2h:01 - Spettatori: 220 | Bielorussia | 3 - 0 | Svizzera    | 25-20, 25-12, 25-19               |

#### Classifica
| Pos. | Squadra     | Pt | G | V | P | SV | SP | Ratio  | PF  | PS  | Ratio |
| ---- | ----------- | -- | - | - | - | -- | -- | ------ | --- | --- | ----- |
| 1.   | Bielorussia | 12 | 4 | 4 | 0 | 12 | 1  | 12,000 | 322 | 260 | 1,238 |
| 2.   | Svizzera    | 5  | 4 | 2 | 2 | 7  | 9  | 0,777  | 339 | 345 | 0,982 |
| 3.   | Estonia     | 1  | 4 | 0 | 4 | 3  | 12 | 0,250  | 303 | 359 | 0,844 |

      Qualificata al campionato europeo 2021.

### Girone B

#### Risultati
| 7 maggio 2021 Centro de Desportos, Matosinhos Durata: 1h:41 - Spettatori: 0  | Portogallo | 1 - 3 | Ucraina    | 25-20, 21-25, 23-25, 19-25        |
| 7 maggio 2021 Centro de Desportos, Matosinhos Durata: 0 - Spettatori: 0      | Georgia    | 0 - 3 | Svezia     | 0-25, 0-25, 0-25                  |
| 8 maggio 2021 Centro de Desportos, Matosinhos Durata: 1h:21 - Spettatori: 0  | Svezia     | 3 - 0 | Ucraina    | 27-25, 25-19, 25-18               |
| 8 maggio 2021 Centro de Desportos, Matosinhos Durata: 0 - Spettatori: 0      | Georgia    | 0 - 3 | Portogallo | 0-25, 0-25, 0-25                  |
| 9 maggio 2021 Centro de Desportos, Matosinhos Durata: 0 - Spettatori: 0      | Ucraina    | 3 - 0 | Georgia    | 25-0, 25–-0, 25-0                 |
| 9 maggio 2021 Centro de Desportos, Matosinhos Durata: 1h:36 - Spettatori: 0  | Svezia     | 3 - 1 | Portogallo | 25-21, 25-16, 19-25, 25-15        |
| 14 maggio 2021 New Volleyball Arena, Tbilisi Durata: 1h:13 - Spettatori: 100 | Georgia    | 0 - 3 | Portogallo | 19-25, 15-25, 16-25               |
| 14 maggio 2021 New Volleyball Arena, Tbilisi Durata: 1h:57 - Spettatori: 50  | Svezia     | 3 - 2 | Ucraina    | 15-25, 25-18, 25-23, 18-25, 15-11 |
| 15 maggio 2021 New Volleyball Arena, Tbilisi Durata: 1h:09 - Spettatori: 50  | Portogallo | 0 - 3 | Ucraina    | 14-25, 13-25, 13-25               |
| 15 maggio 2021 New Volleyball Arena, Tbilisi Durata: 1h:01 - Spettatori: 100 | Georgia    | 0 - 3 | Svezia     | 16-25, 13-25, 10-25               |
| 16 maggio 2021 New Volleyball Arena, Tbilisi Durata: 0h:55 - Spettatori: 100 | Ucraina    | 3 - 0 | Georgia    | 25-6, 25-19, 25-9                 |
| 16 maggio 2021 New Volleyball Arena, Tbilisi Durata: 1h:51 - Spettatori: 50  | Portogallo | 3 - 1 | Svezia     | 25-23, 22-25, 25-18, 25-22        |

#### Classifica
| Pos. | Squadra    | Pt | G | V | P | SV | SP | Ratio | PF  | PS  | Ratio |
| ---- | ---------- | -- | - | - | - | -- | -- | ----- | --- | --- | ----- |
| 1.   | Svezia     | 14 | 6 | 5 | 1 | 16 | 6  | 2,666 | 507 | 377 | 1,344 |
| 2.   | Ucraina    | 13 | 6 | 4 | 2 | 14 | 7  | 2,000 | 484 | 337 | 1,436 |
| 3.   | Portogallo | 9  | 6 | 3 | 3 | 11 | 10 | 1,100 | 452 | 402 | 1,124 |
| 4.   | Georgia    | 0  | 6 | 0 | 6 | 0  | 18 | 0,000 | 123 | 450 | 0,273 |

      Qualificata al campionato europeo 2021.

### Girone C

#### Risultati
| 7 maggio 2021 Larissa Neapolis Arena, Larissa Durata: 2h:01 - Spettatori: 75  | Spagna   | 3 - 1 | Austria  | 28-26, 25-18, 23-25, 25-23 |
| 7 maggio 2021 Larissa Neapolis Arena, Larissa Durata: 1h:05 - Spettatori: 150 | Grecia   | 3 - 0 | Norvegia | 25-18, 25-12, 25-17        |
| 8 maggio 2021 Larissa Neapolis Arena, Larissa Durata: 1h:10 - Spettatori: 45  | Austria  | 3 - 0 | Norvegia | 25-16, 25-18, 25-14        |
| 8 maggio 2021 Larissa Neapolis Arena, Larissa Durata: 1h:15 - Spettatori: 150 | Spagna   | 0 - 3 | Grecia   | 22-25, 20-25, 18-25        |
| 9 maggio 2021 Larissa Neapolis Arena, Larissa Durata: 1h:39 - Spettatori: 50  | Norvegia | 0 - 3 | Spagna   | 17-25, 15-25, 13-25        |
| 9 maggio 2021 Larissa Neapolis Arena, Larissa Durata: 1h:08 - Spettatori: 150 | Austria  | 0 - 3 | Grecia   | 14-25, 8-25, 18-25         |
| 13 maggio 2021 Raiffeisen Sportpark, Graz Durata: 1h:20 - Spettatori: 0       | Austria  | 0 - 3 | Spagna   | 17-25, 21-25, 22-25        |
| 13 maggio 2021 Raiffeisen Sportpark, Graz Durata: 0 - Spettatori: 0           | Norvegia | 0 - 3 | Grecia   | 0-25, 0-25, 0-25           |
| 14 maggio 2021 Raiffeisen Sportpark, Graz Durata: 1h:06 - Spettatori: 0       | Spagna   | 0 - 3 | Grecia   | 19-25, 15-25, 21-25        |
| 14 maggio 2021 Raiffeisen Sportpark, Graz Durata: 0 - Spettatori: 0           | Norvegia | 0 - 3 | Austria  | 0-25, 0-25, 0-25           |
| 15 maggio 2021 Raiffeisen Sportpark, Graz Durata: 0 - Spettatori: 0           | Spagna   | 3 - 0 | Norvegia | 25-0, 25-0, 25-0           |
| 15 maggio 2021 Raiffeisen Sportpark, Graz Durata: 1h:08 - Spettatori: 0       | Grecia   | 3 - 0 | Austria  | 25-16, 25-18, 25-17        |

#### Classifica
| Pos. | Squadra  | Pt | G | V | P | SV | SP | Ratio | PF  | PS  | Ratio |
| ---- | -------- | -- | - | - | - | -- | -- | ----- | --- | --- | ----- |
| 1.   | Grecia   | 18 | 6 | 6 | 0 | 18 | 0  | MAX   | 450 | 253 | 1,778 |
| 2.   | Spagna   | 12 | 6 | 4 | 2 | 12 | 7  | 1,714 | 441 | 347 | 1,270 |
| 3.   | Austria  | 6  | 6 | 2 | 4 | 7  | 12 | 0,583 | 393 | 374 | 1,050 |
| 4.   | Norvegia | 0  | 6 | 0 | 6 | 0  | 18 | 0,000 | 140 | 450 | 0,311 |

      Qualificata al campionato europeo 2021.

### Girone D

#### Risultati
| 7 maggio 2021 Sportska dvorana Verde, Podgorica Durata: 1h:37 - Spettatori: 0 | Finlandia  | 1 - 3 | Slovacchia | 24-26, 25-22, 14-25, 19-25        |
| 7 maggio 2021 Sportska dvorana Verde, Podgorica Durata: 1h:15 - Spettatori: 0 | Montenegro | 3 - 0 | Kosovo     | 25-21, 25-14, 26-24               |
| 8 maggio 2021 Sportska dvorana Verde, Podgorica Durata: 1h:03 - Spettatori: 0 | Slovacchia | 3 - 0 | Kosovo     | 25-15, 25-17, 25-16               |
| 8 maggio 2021 Sportska dvorana Verde, Podgorica Durata: 1h:58 - Spettatori: 0 | Finlandia  | 3 - 2 | Montenegro | 24-26, 25-23, 25-17, 22-25, 15-13 |
| 9 maggio 2021 Sportska dvorana Verde, Podgorica Durata: 0h:56 - Spettatori: 0 | Kosovo     | 0 - 3 | Finlandia  | 15-25, 10-25, 15-25               |
| 9 maggio 2021 Sportska dvorana Verde, Podgorica Durata: 1h:11 - Spettatori: 0 | Slovacchia | 3 - 0 | Montenegro | 25-22, 25-17, 25-23               |
| 13 maggio 2021 Mestská športová hala, Nitra Durata: 1h:08 - Spettatori: 0     | Slovacchia | 3 - 0 | Montenegro | 25-14, 25-10, 25-23               |
| 13 maggio 2021 Mestská športová hala, Nitra Durata: 1h:00 - Spettatori: 0     | Kosovo     | 0 - 3 | Finlandia  | 9-25, 16-25, 14-25                |
| 14 maggio 2021 Mestská športová hala, Nitra Durata: 1h:45 - Spettatori: 0     | Finlandia  | 1 - 3 | Montenegro | 25-22, 22-25, 16-25, 22-25        |
| 14 maggio 2021 Mestská športová hala, Nitra Durata: 1h:10 - Spettatori: 0     | Kosovo     | 3 - 0 | Slovacchia | 25-23, 25-11, 25-17               |
| 15 maggio 2021 Mestská športová hala, Nitra Durata: 1h:37 - Spettatori: 0     | Montenegro | 3 - 1 | Kosovo     | 25-19, 14-25, 25-21, 25-14        |
| 15 maggio 2021 Mestská športová hala, Nitra Durata: 0 - Spettatori: 0         | Finlandia  | 0 - 3 | Slovacchia | 0-25, 0-25, 0-25                  |

#### Classifica
| Pos. | Squadra    | Pt | G | V | P | SV | SP | Ratio  | PF  | PS  | Ratio |
| ---- | ---------- | -- | - | - | - | -- | -- | ------ | --- | --- | ----- |
| 1.   | Slovacchia | 18 | 6 | 6 | 0 | 18 | 1  | 18,000 | 473 | 290 | 1,631 |
| 2.   | Finlandia  | 11 | 6 | 4 | 2 | 13 | 9  | 1,444  | 440 | 441 | 0,997 |
| 3.   | Montenegro | 7  | 6 | 2 | 4 | 9  | 13 | 0,692  | 463 | 496 | 0,933 |
| 4.   | Kosovo     | 0  | 6 | 0 | 6 | 1  | 18 | 0,055  | 316 | 465 | 0,679 |

      Qualificata al campionato europeo 2021.

### Girone E

#### Risultati
| 7 maggio 2021 Gymnase Le Phare, Belfort Durata: 1h:06 - Spettatori: 0   | Israele   | 0 - 3 | Ungheria  | 18-25, 14-25, 12-25               |
| 7 maggio 2021 Gymnase Le Phare, Belfort Durata: 1h:07 - Spettatori: 0   | Danimarca | 0 - 3 | Francia   | 18-25, 15-25, 16-25               |
| 8 maggio 2021 Gymnase Le Phare, Belfort Durata: 2h:08 - Spettatori: 0   | Francia   | 2 - 3 | Ungheria  | 24-26, 25-14, 25-19, 23-25, 12-15 |
| 8 maggio 2021 Gymnase Le Phare, Belfort Durata: 1h:12 - Spettatori: 0   | Danimarca | 0 - 3 | Israele   | 19-25, 16-25, 16-25               |
| 9 maggio 2021 Gymnase Le Phare, Belfort Durata: 1h:08 - Spettatori: 0   | Ungheria  | 3 - 0 | Danimarca | 25-16, 25-19, 25-14               |
| 9 maggio 2021 Gymnase Le Phare, Belfort Durata: 1h:16 - Spettatori: 0   | Francia   | 3 - 0 | Israele   | 25-18, 25-20, 25-13               |
| 14 maggio 2021 Ludovika Aréna, Budapest Durata: 1h:17 - Spettatori: 50  | Danimarca | 0 - 3 | Francia   | 21-25, 23-25, 17-25               |
| 14 maggio 2021 Ludovika Aréna, Budapest Durata: 1h:17 - Spettatori: 220 | Ungheria  | 3 - 0 | Israele   | 25-19, 25-16, 25-16               |
| 15 maggio 2021 Ludovika Aréna, Budapest Durata: 1h:08 - Spettatori: 30  | Francia   | 3 - 0 | Israele   | 25-19, 25-14, 25-12               |
| 15 maggio 2021 Ludovika Aréna, Budapest Durata: 1h:05 - Spettatori: 275 | Danimarca | 0 - 3 | Ungheria  | 8-25, 18-25, 13-25                |
| 16 maggio 2021 Ludovika Aréna, Budapest Durata: 2h:14 - Spettatori: 375 | Israele   | 3 - 2 | Danimarca | 25-23, 21-25, 30-32, 25-19, 15-11 |
| 16 maggio 2021 Ludovika Aréna, Budapest Durata: 2h:02 - Spettatori: 25  | Francia   | 3 - 2 | Ungheria  | 26-24, 25-14, 18-25, 17-25, 17-15 |

#### Classifica
| Pos. | Squadra   | Pt | G | V | P | SV | SP | Ratio | PF  | PS  | Ratio |
| ---- | --------- | -- | - | - | - | -- | -- | ----- | --- | --- | ----- |
| 1.   | Francia   | 15 | 6 | 5 | 1 | 17 | 5  | 3,400 | 525 | 413 | 1,271 |
| 2.   | Ungheria  | 15 | 6 | 5 | 1 | 17 | 5  | 3,400 | 509 | 410 | 1,241 |
| 3.   | Israele   | 5  | 6 | 2 | 4 | 6  | 14 | 0,428 | 367 | 454 | 0,808 |
| 4.   | Danimarca | 1  | 6 | 0 | 6 | 2  | 18 | 0,111 | 354 | 478 | 0,740 |

      Qualificata al campionato europeo 2021.

### Girone F

#### Risultati
| 6 maggio 2021 Daugavpils Olympic Centre, Daugavpils Durata: 1h:24 - Spettatori: 0 | Slovenia             | 0 - 3 | Bosnia ed Erzegovina | 23-25, 20-25, 24-26        |
| 6 maggio 2021 Daugavpils Olympic Centre, Daugavpils Durata: 1h:08 - Spettatori: 0 | Lettonia             | 0 - 3 | Rep. Ceca            | 19-25, 17-25, 9-25         |
| 7 maggio 2021 Daugavpils Olympic Centre, Daugavpils Durata: 1h:16 - Spettatori: 0 | Bosnia ed Erzegovina | 0 - 3 | Rep. Ceca            | 23-25, 18-25, 17-25        |
| 7 maggio 2021 Daugavpils Olympic Centre, Daugavpils Durata: 1h:10 - Spettatori: 0 | Slovenia             | 3 - 0 | Lettonia             | 25-15, 29-27, 25-14        |
| 8 maggio 2021 Daugavpils Olympic Centre, Daugavpils Durata: 1h:39 - Spettatori: 0 | Rep. Ceca            | 3 - 1 | Slovenia             | 21-25, 25-22, 25-19, 25-16 |
| 8 maggio 2021 Daugavpils Olympic Centre, Daugavpils Durata: 1h:01 - Spettatori: 0 | Bosnia ed Erzegovina | 3 - 0 | Lettonia             | 25-10, 25-14, 25-22        |
| 14 maggio 2021 Arena Zenica, Zenica Durata: 1h:34 - Spettatori: 80                | Lettonia             | 1 - 3 | Slovenia             | 14-25, 22-25, 25-23, 21-25 |
| 14 maggio 2021 Arena Zenica, Zenica Durata: 1h:33 - Spettatori: 300               | Bosnia ed Erzegovina | 1 - 3 | Rep. Ceca            | 25-19, 22-25, 9-25, 14-25  |
| 15 maggio 2021 Arena Zenica, Zenica Durata: 1h:13 - Spettatori: 0                 | Slovenia             | 0 - 3 | Rep. Ceca            | 18-25, 15-25, 22-25        |
| 15 maggio 2021 Arena Zenica, Zenica Durata: 1h:02 - Spettatori: 200               | Lettonia             | 0 - 3 | Bosnia ed Erzegovina | 20-25, 15-25, 11-25        |
| 16 maggio 2021 Arena Zenica, Zenica Durata: 1h:11 - Spettatori: 150               | Rep. Ceca            | 3 - 0 | Lettonia             | 25-18, 26-24, 25-20        |
| 16 maggio 2021 Arena Zenica, Zenica Durata: 1h:48 - Spettatori: 1 000             | Slovenia             | 3 - 1 | Bosnia ed Erzegovina | 23-25, 25-22, 25-22, 25-22 |

#### Classifica
| Pos. | Squadra              | Pt | G | V | P | SV | SP | Ratio | PF  | PS  | Ratio |
| ---- | -------------------- | -- | - | - | - | -- | -- | ----- | --- | --- | ----- |
| 1.   | Rep. Ceca            | 18 | 6 | 6 | 0 | 18 | 2  | 9,000 | 491 | 372 | 1,319 |
| 2.   | Bosnia ed Erzegovina | 9  | 6 | 3 | 3 | 11 | 9  | 1,222 | 445 | 426 | 1,044 |
| 3.   | Slovenia             | 9  | 6 | 3 | 3 | 10 | 11 | 0,909 | 479 | 476 | 1,006 |
| 4.   | Lettonia             | 0  | 6 | 0 | 6 | 1  | 18 | 0,055 | 337 | 478 | 0,705 |

      Qualificata al campionato europeo 2021.

## Verdetti
| Squadra              | Rosa | Posizione       |
| -------------------- | --- | --------------- |
| Bielorussia          | 1 Hanieva, 3 Stoljar, 4 Kananovič, 6 Harelik, 7 Burak, 8 Silanc'eva, 9 Čarnavec, 11 Klimec, 12 Malasaj, 15 Markevič, 16 Kascjučyk, 17 Šaš, 18 Hryškevič, 21 Lazjuk, CT Macveeŭ                                             | 1ª nel girone A |
| Bosnia ed Erzegovina | 1 Paradžik, 2 Dragutinović, 3 Božić, 4 Hadžić, 7 Radišković, 9 Begić, 10 Klopić, 11 Selimović, 12 Ivković, 13 Mladenović, 15 Rašidović, 16 Babić, 17 Bošković, 24 Isanović, CT Ljubičić                                    | 2ª nel girone F |
| Finlandia            | 2 Czakan, 3 Kylmäaho, 4 Kosonen, 5 Kokkonen, 6 M. Madsen, 7 Riikilä, 8 Alanko, 11 Karhu, 12 Korhonen, 13 Heikkiniemi, 14 Haatainen, 15 Öhman, 16 Laaksonen, 17 Penttilä, 20 Y. Madsen, 21 Andrikopoulou, CT Kangasniemi    | 2ª nel girone D |
| Francia              | 1 Cazaute, 3 Giardino, 5 Martin, 7 Davidovic, 9 Stojiljković, 11 Gicquel, 12 Sager-Weider, 15 Sylves, 16 Fidon-Lebleu, 21 Elouga, 34 Arbos, 38 Ratahiry, 63 Respaut, 81 Defraeye, 88 Rotar, 91 Bah, 99 Gelin, CT Rousseaux | 1ª nel girone E |
| Grecia               | 1 Giōta, 2 Artakianou, 3 Kosma, 4 Vergidou, 6 Anthoulī, 7 Lamprousī, 8 Rogka, 9 Strantzalī, 10 Polynopoulou, 11 Vasilantōnakī, 12 Chantava, 14 Christodoulou, 16 Kalantatze, 20 Vlachakī, CT Naranjo                       | 1ª nel girone C |
| Rep. Ceca            | 1 Kossanyiová, 2 Hodanová, 3 Trnková, 4 Orvošová, 5 Svobodová, 8 Purchartová, 10 Valková, 11 Dostálová, 12 Mlejnková, 14 Chevalierová, 15 Jehlářová, 18 Šimáňová, 19 Kojdová, 21 Nová, 23 Kopecká, CT Athanasopoulos       | 1ª nel girone F |
| Svezia               | 1 Arrestad, 3 Andersson, 5 Gustafsson, 7 Sjöberg, 8 Topic, 9 R. Lazić, 10 I. Haak, 11 A. Lazić, 14 Hellvig, 15 D. Lundvall, 16 Julevik, 17 A. Haak, 18 Nilsson, 21 Lundvall, CT Guidetti                                   | 1ª nel girone B |
| Slovacchia           | 1 Abrhámová, 2 Koseková, 6 Palgutová, 9 Smiešková, 11 Jančová, 12 Radosová, 13 Krišková, 14 Hrušecká, 15 Fričová, 16 Kohútová, 18 Šunderlíková, 19 Körmendyová, 21 Magdinová, 22 Žernovič, CT Fenoglio                     | 1ª nel girone D |
| Spagna               | 1 Priante, 2 Corral, 4 Prol, 5 Sánchez, 6 Castellano, 7 Unzue, 8 García, 9 Rodríguez, 10 Lavado, 11 Camino, 12 Varela, 13 Llabrés, 15 González, 16 Segura, 17 Escamilla, 20 Montoro, 23 Bravo, 24 Álvarez, CT Saurín       | 2ª nel girone C |
| Svizzera             | 1 Lengweiler, 2 Perkovac, 3 Eiholzer, 5 Deprati, 6 Matter, 7 Pierret, 8 Sulser, 9 Wieland, 11 Storck, 14 Künzler, 15 Maeder, 16 Knutti, 17 Staffelbach, 19 Schwarz, CT Strohm                                              | 2ª nel girone A |
| Ucraina              | 1 Dudnyk, 2 Karpec', 3 Rudyk, 5 Anisova, 6 Njemceva, 7 Herasymova, 10 Jurčenko, 11 Chačyns'ka, 13 Karas'ova, 14 Šarhorods'ka, 15 Chober, 16 Kodola, 17 Skrypak, 18 Mazenko, 21 Dan'čak, CT Orlov                           | 2ª nel girone B |
| Ungheria             | 1 Szakmáry, 2 Tóth, 3 Vezsenyi, 4 Bagyinka, 5 Kump, 7 Török, 8 Tálas, 9 Juhár, 10 Szűcs, 11 Papp, 14 Gyimes, 15 Bodovics, 16 Pallag, 19 Kiss, CT Głuszak                                                                   | 2ª nel girone E |
| Austria              | 2 Duvnjak, 3 Huber, 6 Mehić, 7 Wallner, 8 Holzer, 10 Müller, 11 Chrtianska, 12 Deisl, 13 Hager, 14 Ehrhart, 15 Maroš, 16 Galić, 17 Schmit, 18 Nesimović, 19 Oberhauser, CT De Brandt                                       | 3ª nel girone C |
| Danimarca            | 1 Empacher, 2 Jeppesen, 3 Sallerup, 4 Andersen, 7 Strøbæk, 9 E. Krogh, 10 Breuning, 12 N. Mogensen, 13 S. Hansen, 14 D. Hansen, 16 M. Mogensen, 17 Elbæk, 18 F. Krogh, 20 Jørgensen, CT Lauridsen                          | 4ª nel girone E |
| Estonia              | 1 Peit, 3 Mõnnakmäe, 4 Miilen, 5 L. Kullerkann, 6 Pertens, 7 Hollas, 9 Ennok, 11 Laak, 12 Nõlvak, 14 Paalo, 15 Parts, 16 Kibbermann, 19 K. Kullerkann, 21 Kangro, CT Micelli                                               | 3ª nel girone A |
| Georgia              | 1 Gaprindashvili, 2 Skhvediani, 4 Bananashvili, 7 G. Ulumbelashvili, 8 Beriashvili, 9 Diasamidze, 10 Mushkudiani, 11 Simoniia, 14 Zhgenti, 18 Lobzhanidze, 19 Tsertsvadze, 21 Kalandadze, CT P. Ulumbelashvili             | 4ª nel girone B |
| Israele              | 1 Dudockin, 2 Rome, 3 Abutbul, 4 Peleg, 5 Shir-On, 7 Devash, 8 Kimel, 9 Lander, 10 Malik, 11 Hakas, 12 Zilberman, 15 Siriha, 18 Ganah, 19 Benjamin, CT Tom                                                                 | 3ª nel girone E |
| Kosovo               | 1 Z. Kadriu, 2 B. Kadriu, 4 Bajraktari, 5 Ramadani, 6 Jaha, 7 V. Kadriu, 8 Geci, 9 Avdyli, 10 Sylejmani, 11 A. Ilazi, 12 Hyseni, 13 Selmani, 14 Hoxha, 19 Mehmeti, CT L. Ilazi                                             | 4ª nel girone D |
| Lettonia             | 1 Zvaigzne, 3 Zauere, 4 Pa. Nečiporuka, 6 Lazda, 7 Jurdža, 8 Dolotova, 10 Hrapāne, 13 Ozola, 14 Kramēna, 15 Levinska, 16 Plāte, 18 Reknere, 21 Pridatko, 22 Pe. Nečiporuka, CT Seļivanovs                                  | 4ª nel girone F |
| Montenegro           | 2 Otašević, 3 Perović, 4 Cvijović, 5 Cenović, 7 Tuševljak, 9 Dedijer, 11 Džaković, 12 Petranović, 13 Vukčević, 14 Šušić, 15 Burzanović, 16 Petrović, 17 Milivojević, 19 Đurović, 20 Labović, 22 Dragović, CT Masoničić     | 3ª nel girone D |
| Norvegia             | 1 Bahr, 2 Bratlie, 3 Steen Knudsen, 4 Woie, 6 Sørbø, 7 Aarestad, 8 Krumsvik, 9 Fauske, 10 L. Lavickyte, 11 Norveel, 12 Mikaelsen, 14 R. Lavickyte, 15 Kjosås, 16 Bjerland, CT Beijl                                        | 4ª nel girone C |
| Portogallo           | 1 Cavalcanti, 3 M. Pereira, 4 Couto, 5 I. Pereira, 6 Monteiro, 7 Durão, 8 Vale, 10 Hurst, 11 Resende, 13 Maia, 14 A. Rodrigues, 15 Kavalenka, 16 Lopes, 18 Rodrigues, CT José                                              | 3ª nel girone B |
| Slovenia             | 1 Mori, 2 Grudina, 3 Lorber Fijok, 4 Janežič, 5 Eržen, 6 Bračko, 7 Zdovc Sporer, 8 Zatkovič, 10 Najdič, 11 Velikonja Grbac, 12 Boisa, 16 Potokar, 17 Mazej, 18 Planinšec, CT Chiappini                                     | 3ª nel girone F |

|  | Qualificata al campionato europeo 2021 |